# Сезонник
«Сезонник» — скульптура работы И. Д. Шадра (1928—1929, мрамор). Посвящена сезонным рабочим, приезжающим в город на зимние заработки. Установлена в 1930 году в Москве в сквере на Лермонтовской площади. Имеет статус объекта культурного наследия федерального значения.
Скульптура изображает старого рабочего, сидящего в глубокой задумчивости. На нём рабочий фартук и тяжёлая обувь, рукава его рубахи засучены по локоть. Скульптор изобразил не просто труженика, а ещё и духовно одарённого человека, философа. Это рабочий нового советского времени: сильный, волевой. Искусствовед А. И. Зотов писал: «сколько внутреннего достоинства и уверенности выражено в этом труженике, сознающем высокое общественное назначение своего труда».
В этой скульптуре И. Д. Шадр передал черты своего отца, талантливого плотника. Существует также легенда, что прообразом послужил настоящий рабочий, приехавший в Москву с сыном на зимние заработки. Сын неожиданно умер, и состояние скорби рабочего отразилось в скульптуре.
Место установки памятника выбрано не случайно. В начале 1920-х годов на Лермонтовской площади действовала биржа труда, где искали работу в том числе и сезонники.
В 1948 году скульптура «Сезонник» была отлита в бронзе для Третьяковской галереи. В 1976 году на родине скульптора в городе Шадринске на площади Шадра была установлена архитектурно-скульптурная композиция (скульптор Ю. Л. Чернов, архитектора Г. Г. Исакович): в центре бюст И. Д. Шадра, а по сторонам две отлитые в бронзе на Мытищинском заводе художественного литья скульптуры Шадра «Булыжник — оружие пролетариата» (слева) и «Сезонник» (справа).